# عوض (اسم)
عوض هو اسم علم مذكر من أصل عربي، ومعناه هو البديل الخلف الدهر.

## شخصيات تحمل الاسم
- عوض بريك إبراهيم البرعصي (سياسي ليبي، 28 يونيو 1966 – )
- عوض خريص (لاعب كرة قدم سعودي، 5 يناير 1991[3] – )
- عوض خليفات
- عوض خميس (لاعب كرة قدم سعودي، 15 يوليو 1988 – )
- عوض دوخي (1932 – 17 ديسمبر 1979)
- عوض راغب (لاعب كرة قدم أردني، 5 مارس 1982[4] – )
- عوض زاده خليل باشا (صدر أعظم عثماني، 1724 – 1777)
- عوض سعود عوض (1943 – )
- عوض عبد النبي عوض (لاعب كرة سلة مصري، 9 مايو 1953 – )
- عوض محسون

## وصلات خارجية
- موسوعة السلطان قابوس لأسماء العرب نسخة محفوظة 5 أبريل 2019 على موقع واي باك مشين.